# Овсово
Овсо́во (рос. Овсово) — село у складі Аромашевського району Тюменської області, Росія.
Населення — 123 особи (2010, 167 у 2002).
Національний склад станом на 2002 рік:
- росіяни — 95 %